# Concierto (forma musical)
Como género musical tradicionalmente se conoce como concierto, abreviándolo de concerto per soli es una composición para uno, dos, tres o más instrumentos con acompañamiento orquestal.
Como denominación históricamente anterior a concierto en este sentido y sinónima de este, aparece también el término concertante.

## Estructura
Tradicionalmente el concierto se ha compuesto en forma de sonata según el concepto clásico o barroco, con modificaciones para permitir el virtuosismo del solista, en especial las cadencias (muchas veces llamadas por su término italiano cadence en plural, o cadenza en singular). Estas suelen ser interpretadas por el solista inmediatamente antes de que la orquesta dé conclusión con un tutti al primer o al último movimiento de la obra.
Por contraste, el concerto grosso barroco anterior constituye una composición para orquesta completa, en la que la orquesta no acompaña, se opone o arropa al solista, sino que forma un grupo habitualmente llamado tutti o ripieno que intercambia material musical con un grupo de solistas llamado concertino. Fue Vivaldi quien, frente al concepto de Corelli y Torelli, entre otros, del Concerto grosso como un diálogo entre solista y orquesta en un "balance de fuerzas" entre el grupo de solistas y el ripieno, estableció una estructura compacta y orgánica del diálogo solista-orquesta, consolidando el concierto para solista o Concerto per Soli. El modelo per soli o simplemente concierto, es el modelo que a partir de entonces se impuso y fue adoptado por unanimidad por todos los compositores preclásicos, clásicos y románticos, llegando prácticamente hasta el día de hoy salvo en casos puntuales o de música experimental.
a

## Género
La palabra italiana concierto, que significa acuerdo o reunión, deriva del verbo latino concertare, que indica una competición o batalla.

### Edad Barroca
Las composiciones se indicaron por primera vez como conciertos en el título de una impresión musical cuando se publicaron en 1587 los scores.

#### El concierto como género de música vocal
En el siglo XVII, las obras sacras para voces y orquesta se llamaban típicamente conciertos, como refleja el uso de J. S. Bach del título "concierto" para muchas de las obras que conocemos como cantatas. El término "concierto" se utilizaba inicialmente para designar las obras en las que participaban voces e instrumentos y en las que éstos tenían partes independientes, a diferencia de la práctica común del Renacimiento en la que los instrumentos que acompañaban a las voces sólo duplicaban las partes vocales. Ejemplos de esta forma anterior de concierto son "In Ecclesiis" de Giovanni Gabrieli o "Saul, Saul, was verfolgst du mich" de Heinrich Schütz.[cita requerida]

#### Concierto instrumental
El concierto comenzó a tomar su forma moderna a finales del período barroco, comenzando con la forma concerto grosso desarrollada por Arcangelo Corelli. El grupo de concertino de Corelli era de dos violines, un violonchelo y un bajo continuo. En el Quinto Concierto de Brandemburgo de J. S. Bach, por ejemplo, el concertino es una flauta, un violín y un clavecín; aunque el clavecín es un instrumento solista destacado, a veces también toca con el ripieno, funcionando como un acompañamiento de teclado continuo.
Más tarde, el concierto se acercó a su forma moderna, en la que el concertino suele reducirse a un solo instrumento solista que toca con (o contra) una orquesta. Los principales compositores de conciertos del barroco fueron Tommaso Albinoni, Antonio Vivaldi (por ejemplo, publicados en L'estro armonico, La stravaganza, Seis conciertos para violín, Op. 6, Doce conciertos, Op. 7, Il cimento dell'armonia e dell'inventione, Seis conciertos para flauta, Op. 10, Seis conciertos, Op. 11 y Seis conciertos para violín, Op. 12), Georg Philipp Telemann, Johann Sebastian Bach, George Frideric Handel, Pietro Locatelli, Jean-Marie Leclair, Giuseppe Tartini, Francesco Geminiani y Johann Joachim Quantz.
El concierto pretendía ser una composición propia del estilo italiano de la época, y todos los compositores estudiaban cómo componer a la manera italiana (all'Italiana).[cita requerida]
El concierto barroco era principalmente para un instrumento de cuerda (violín, viola, violonchelo, rara vez viola d'amore o arpa) o un instrumento de viento (flauta, cordal, oboe, fagot, cuerno, o trompeta,). Bach también escribió un concierto para dos violines y orquesta. Durante el período barroco, antes de la invención del piano, los conciertos para teclado eran comparativamente raros, con la excepción de doce conciertos para órgano de Georg Friedrich Händel y trece conciertos para clave de Johann Sebastian Bach.

### Edad clásica

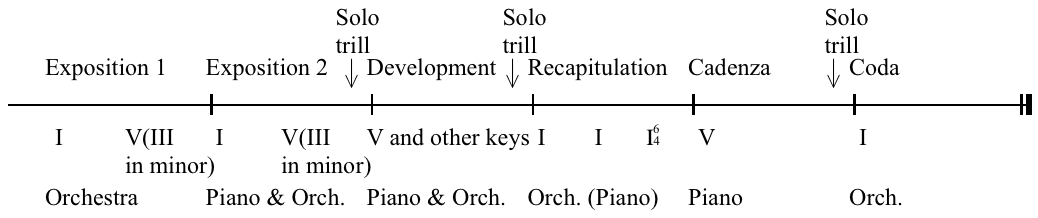
La forma de sonata en el concierto clásico. Ver: trino, cadencia, y coda. Para exposición, desarrollo y recapitulación, véase forma sonata.

Los conciertos de los hijos de Johann Sebastian Bach, como C. P. E. Bach, son quizás los mejores eslabones entre los del período barroco y los de la época clásica. Es convencional afirmar que los primeros movimientos de los conciertos del periodo clásico en adelante siguen la estructura de la forma sonata. Los movimientos finales suelen tener forma de rondó, como en el Concierto para violín en mi mayor de J.S. Bach.
Mozart escribió cinco conciertos para violín, todos en 1775, excepto el primero en 1773. Muestran una serie de influencias, sobre todo italianas y austriacas. Varios pasajes tienen inclinaciones hacia la música folclórica, como se manifiesta en las serenatas austriacas. Mozart también escribió la Sinfonía Concertante para violín, viola y orquesta. Haydn escribió tres conciertos para violín y sobre todo dos para violonchelo. Beethoven escribió sólo un concierto para violín que permaneció oscuro hasta que se reveló como una obra maestra en una interpretación del virtuoso del violín Joseph Joachim el 27 de mayo de 1844.
Los conciertos para teclado de C.P.E. Bach contienen algunos virtuosos solos. Algunos de ellos tienen movimientos que se suceden sin interrupción, y hay frecuentes referencias temáticas entre movimientos. Mozart, de niño, hizo arreglos para teclado y orquesta de cuatro sonatas de compositores ahora poco conocidos. Luego arregló tres movimientos de sonatas de Johann Christian Bach. A los veinte años, Mozart era capaz de escribir ritornelli de concierto que daban a la orquesta una oportunidad admirable para afirmar su carácter en una exposición con unos cinco o seis temas muy contrastados, antes de que el solista entrara a elaborar el material. De sus 27 conciertos para piano, los últimos 17 son muy apreciados. A Haydn se le atribuyen once conciertos para teclado catalogados, de los cuales siete se consideran auténticos. Beethoven escribió cinco conciertos para piano y orquesta.
C.P.E. Bach escribió cinco conciertos para flauta y dos para oboe. Mozart escribió cuatro conciertos para trompa, dos para flauta, un para oboe (posteriormente reajustado para flauta y conocido como Concierto para flauta núm. 2), un para clarinete, un para fagot, un para flauta y arpa, y Exsultate, jubilate, un concierto de facto para voz de soprano. Todos ellos explotan y exploran las características del instrumento o instrumentos solistas. Haydn escribió un importante concierto para trompeta y una Sinfonía Concertante para violín, violonchelo, oboe y fagot, así como un concierto para trompa.